# Aralia stipulata
Aralia stipulata är en araliaväxtart som beskrevs av Adrien René Franchet. Aralia stipulata ingår i släktet Aralia och familjen Araliaceae. Inga underarter finns listade.